# Justin Bessou
Justin Bessou (Méjalanou (Saint-Salvadou, Aveyron), 1 de noviembre de 1845 - Villefranche-de-Rouergue, 1918) fue un poeta francés en lengua occitana.

## Biografía
Nacido en Méjalanou, en la comuna de Saint-Salvadou (Aveyron) en Francia, estudiará para sacerdote. Fue sucesivamente vicario en Saint-Geniez-d'Olt (1872 a 1877) y luego en Marcillac-Vallon (1877 a 1881). Seguidamente fue cura de Lebous, cerca de Réquista, durante 5 años.
Fijó su residencia definitiva en 1886 en Saint-André-de-Najac donde ejerció sus funciones sacerdotales hasta 1906.
Se jubiló y se instaló en casa de su hermana Caroline en Villefranche-de-Rouergue hasta su muerte, el día antes del armisticio de 1918. 

## Obra
- Merles et fauvettes (Merlos y currucas)
- D’al brèç a la tomba (De la cuna a la tumba)
- Contes de la tatà Mannon (Cuentos de la abuela Mannon)
- Bagateletas (Pequeñas bagatelas)
- Besucarietas (Pequeñas futilidades)
- Contes de l’oncle Janet (Cuentos del tío Janet)
- Sovenirs e mescladís (Recuerdos y mezclas)
- Vespradas de l’oncle Polita (Tardes del tío Hipólito)

- Datos: Q2378890
- Multimedia: Justin Bessou / Q2378890